# Campeonato Europeu de Atletismo em Pista Coberta de 2011 - 800 m feminino
A prova dos 800 metros feminino do Campeonato Europeu de Atletismo em Pista Coberta de 2011 foi disputada entre 4 e 6 de março de 2011 na AccorHotels Arena em Paris, França.

## Recordes
Antes desta competição, os recordes mundiais e do campeonato nesta prova eram os seguintes:
|                       | Nome           | Nacionalidade | Tempo     | Local | Data               |
| --------------------- | -------------- | ------------- | --------- | ----- | ------------------ |
| Recorde mundial       | Jolanda Čeplak | Eslovênia     | 1m 55s 82 | Viena | 3 de março de 2002 |
| Recorde do campeonato | Jolanda Čeplak | Eslovênia     | 1m 55s 82 | Viena | 3 de março de 2002 |
| Recorde europeu       | Jolanda Čeplak | Eslovênia     | 1m 55s 82 | Viena | 3 de março de 2002 |

## Medalhistas
| Ouro                    | Prata                  | Bronze                |
| Evgenija Zinurova (RUS) | Jennifer Meadows (GBR) | Julija Rusanova (RUS) |

## Resultados

### Bateria
Qualificação: 2 atletas de cada bateria  (Q) mais os  4 melhores qualificados (q).  
Bateria 1
| Posição. | Raia | Atleta            | Nacionalidade | Tempo   | Notas |
| -------- | ---- | ----------------- | ------------- | ------- | ----- |
| 1        | 6    | Tat'jana Palienko | Rússia        | 2:03.24 | Q     |
| 2        | 4    | Egle Balciunaite  | Lituânia      | 2:03.74 | Q     |
| 3        | 1    | Marilyn Okoro     | Reino Unido   | 2:03.86 | q     |
| 4        | 3    | Teodora Kolarova  | Bulgária      | 2:08.21 |       |
| 5        | 2    | Luiza Gega        | Albânia       | 2:08.75 |       |
|          | 5    | Merve Aydin       | Turquia       |         | DNF   |

Bateria 2
| Posição. | Raia | Atleta                 | Nacionalidade | Tempo   | Notas                |
| -------- | ---- | ---------------------- | ------------- | ------- | -------------------- |
| 1        | 5    | Evgenija Zinurova      | Rússia        | 2:01.07 | Q                    |
| 2        | 6    | Linda Marguet          | França        | 2:02.21 | Q                    |
| 3        | 2    | Yeliz Kurt             | Turquia       | 2:03.02 | q                    |
| 4        | 4    | Eléni Filándra         | Grécia        | 2:03.89 | Recorde da temporada |
| 5        | 3    | Margarita Fuentes-Pila | Espanha       | 2:09.15 |                      |

Bateria 3
| Posição. | Raia | Atleta          | Nacionalidade | Tempo   | Notas |
| -------- | ---- | --------------- | ------------- | ------- | ----- |
| 1        | 4    | Julija Rusanova | Rússia        | 2:05.17 | Q     |
| 2        | 3    | Lilija Lobanova | Ucrânia       | 2:05.41 | Q     |
| 3        | 2    | Lenka Masná     | Chéquia       | 2:06.65 |       |
| 4        | 6    | Mihaela Nunu    | Roménia       | 2:06.67 |       |
| 5        | 5    | Suvi Selvenius  | Finlândia     | 2:10.88 |       |

Bateria 4
| Posição. | Raia | Atleta           | Nacionalidade | Tempo   | Notas |
| -------- | ---- | ---------------- | ------------- | ------- | ----- |
| 1        | 3    | Jennifer Meadows | Reino Unido   | 2:02.96 | Q     |
| 2        | 4    | Tetjana Petljuk  | Ucrânia       | 2:03.02 | Q     |
| 3        | 5    | Elián Périz      | Espanha       | 2:03.56 | q,    |
| 4        | 2    | Jana Hartmann    | Alemanha      | 2:03.58 | q     |
|          | 6    | Mirela Lavric    | Roménia       |         | DNF   |

### Semifinal
Qualificação: classificaram-se  os 3 melhores de cada bateria (Q). 
Semifinal 1
| Posição. | Raia | Atleta            | Nacionalidade | Tempo   | Notas           |
| -------- | ---- | ----------------- | ------------- | ------- | --------------- |
| 1        | 5    | Egle Balciunaite  | Lituânia      | 2:02.44 | Q               |
| 2        | 4    | Julija Rusanova   | Rússia        | 2:02.48 | Q               |
| 3        | 1    | Marilyn Okoro     | Reino Unido   | 2:02.65 | Q,              |
| 4        | 2    | Lilija Lobanova   | Ucrânia       | 2:02.67 |                 |
| 5        | 6    | Elián Périz       | Espanha       | 2:03.31 | Recorde pessoal |
| 6        | 3    | Tat'jana Palienko | Rússia        | 2:03.41 |                 |

Semifinal 2
| Posição. | Raia | Atleta            | Nacionalidade | Tempo   | Notas |
| -------- | ---- | ----------------- | ------------- | ------- | ----- |
| 1        | 5    | Jennifer Meadows  | Reino Unido   | 2:00.65 | Q     |
| 2        | 4    | Evgenija Zinurova | Rússia        | 2:00.93 | Q     |
| 3        | 6    | Linda Marguet     | França        | 2:01.32 | Q,    |
| 4        | 3    | Tetjana Petljuk   | Ucrânia       | 2:02.19 |       |
| 5        | 2    | Jana Hartmann     | Alemanha      | 2:02.65 |       |
| 6        | 1    | Yeliz Kurt        | Turquia       | 2:03.32 |       |

### Final
A final foi realizada às 16:00 no dia 6 de março de 2011.  
| Posição.          | Raia | Atleta            | Nacionalidade | Tempo   | Notas                |
| ----------------- | ---- | ----------------- | ------------- | ------- | -------------------- |
| Medalha de ouro   | 4    | Evgenija Zinurova | Rússia        | 2:00.19 |                      |
| Medalha de prata  | 5    | Jennifer Meadows  | Reino Unido   | 2:00.50 |                      |
| Medalha de bronze | 3    | Julija Rusanova   | Rússia        | 2:00.80 |                      |
| 4                 | 6    | Linda Marguet     | França        | 2:01.61 |                      |
| 5                 | 1    | Marilyn Okoro     | Reino Unido   | 2:02.46 | Recorde da temporada |
| 6                 | 2    | Egle Balciunaite  | Lituânia      | 2.04:86 |                      |

Legenda
| Recorde mundial       | Recorde mundial (World record)               |                       | Recorde africano                      | Recorde africano (African) |                                           | Q | Classificado por posição (Qualified) |
| Recorde do campeonato | Recorde do campeonato (Championship record)  | Recorde da América    | Recorde da América (Americas)         | q                          | Classificado por melhor tempo (Qualified) |   |                                      |
| Melhor marca do ano   | Melhor marca do ano (World leading)          | Recorde asiático      | Recorde asiático (Asian)              | DNS                        | Não largou (Did not start)                |   |                                      |
| Recorde nacional      | Recorde nacional (National record)           | Recorde europeu       | Recorde europeu (European)            | DNF                        | Não terminou (Did not finish)             |   |                                      |
| Recorde pessoal       | Recorde pessoal do atleta (Personal best)    | Recorde da Oceania    | Recorde da Oceania (Oceania)          | DSQ / DQ                   | Desclassificado (Disqualified)            |   |                                      |
| Recorde da temporada  | Recorde da temporada do atleta (Season best) | Recorde sul-americano | Recorde sul-americano (South America) | NM                         | Sem marca (No mark)                       |   |                                      |